# Кеннеди, Джон Фицджералд
Джон Фицджералд Ке́ннеди (англ. John Fitzgerald Kennedy, известный также как JFK (Джей-Эф-Кей); 29 мая 1917, Бруклайн, штат Массачусетс, США — 22 ноября 1963, Даллас, штат Техас, США) — американский политический и государственный деятель, 35-й президент США (1961—1963) от Демократической партии. Член Палаты представителей США (1947—1953) от штата Массачусетс, в 1953—1960 годах работал сенатором от Массачусетса. Его президентство пришлось на особо напряжённый период Холодной войны. По мнению большинства граждан страны, Кеннеди входит в десятку величайших американских президентов в истории.
Родился в интеллигентной богатой семье в Массачусетсе. Окончил Гарвардский университет (бакалавр политологии, 1939). После вступления США во Вторую мировую войну добровольно мобилизовался и позже стал командиром торпедного катера в тихоокеанской войне с Японией, а в 1945 году стал лейтенантом ВМС США.
После войны вошёл в Палату Представителей от штата Массачусетс (1947—1953), известный тем, что его голос стал решающим в оправдании физика Роберта Оппенгеймера в его обвинении работы на СССР, а с 1953 по 1960 год представлял свой штат в Сенате США. В ноябре 1960 года на очередных президентских выборах 43-летний демократ Кеннеди с незначительным отрывом победил республиканца Ричарда Никсона — вице-президента США, сменив другого избранного в 1953 году республиканца Д. Эйзенхауэра, которому в 1960 году исполнилось 70 лет. Стал первым президентом-католиком в истории США.
Почти трёхлетнее президентство Кеннеди ознаменовано Берлинским кризисом, Карибским кризисом, операцией в заливе Свиней, космической гонкой между СССР и США, которая привела к началу космической программы «Аполлон», а также серьёзными шагами по преодолению расовой дискриминации. Человек года по версии Time (1961).
В современном общественном сознании Кеннеди чаще всего связывают с его убийством, потрясшим весь мир, многочисленные гипотезы разрешения которого выдвигаются по сей день.

## Биография

### Семья
Дед по материнской линии — Джон Фрэнсис Фицджеральд (1863—1950), красноречивый политик, трижды мэр Бостона. Окончил Бостонский колледж, в 1894 году был избран в Конгресс США. С 1906 по 1914 год занимал пост мэра Бостона, регулярно уступая это место другим политикам с окончанием сроков. До конца жизни оставался одним из самых заметных политических деятелей Массачусетса, внуку Джону предсказывал, что тот станет президентом. Был женат на троюродной сестре Мэри Джозефин Хэннон, в браке родилось шестеро детей.
Дед по отцовской линии — Патрик Джозеф Кеннеди (1858—1929), предприниматель и политик, избирался в Палату представителей США от штата Массачусетс. В четырнадцать лет бросил школу и начал работать, так как семье не на что было жить. Со временем на заработанные деньги открыл небольшую сеть баров и закусочных, основал алкогольную и угольную компании. Был женат на дочери владельца бара Мэри Хики, в браке родилось четверо детей.
Мать — Роза Элизабет Фицджеральд (1890—1995), филантроп, матриарх клана Кеннеди. Училась в католической школе и колледже Манхэттенвилла.
Отец — Джозеф Патрик Кеннеди (1888—1969), финансист, бизнесмен и политик, патриарх клана Кеннеди, посол США в Великобритании. Учился в Бостонской латинской школе, окончил Гарвардский университет. В юном возрасте стал президентом правления банка Columbia Trust, удвоил его капитал.
Джозеф и Роза познакомились в 1906 году, но девушка, согласно замыслу отца, должна была выйти замуж за другого юношу, который категорически ей не нравился. В октябре 1914 года Джозеф и Роза поженились и переехали на постоянное место жительства в город Бруклайн, где годом спустя у них родился первенец — Джозеф Патрик Кеннеди-младший.
 
Супруги Кеннеди
 в нью-йоркском ресторане,
 ноябрь 1940 года
Кеннеди-старший считал, что банковское дело превыше всего и, как позже он писал в своих мемуарах, «перед банкиром все дороги открыты, так как он играет важную роль в развитии любой предпринимательской деятельности». Джозеф не планировал быть крупной фигурой в собственном городе, он хотел выйти на более высокий уровень — банковскую сферу Бостона и Нью-Йорка. Его намерения разрушила Первая мировая война, он оставил банк и перешёл в сталелитейную и судостроительную компанию Bethlehem Steel, что в Куинси, таким образом избежав призыва на фронт. Один из его коллег позже говорил:
В основе поразительных финансовых достижений Кеннеди лежала его способность предугадать будущее … его дальновидность, которая всегда придавала ему силы и направляла его — этот дар предвидения был поистине феноменальным
В середине 1920-х Кеннеди стал членом брокерской фирмы Bramin, тем самым выбившись в ряды самых преуспевающих инвесторов своего поколения.
Настойчивое восхождение по карьерной лестнице Джозефа отталкивало Розу, она хотела более упорядоченной и спокойной семейной жизни. К началу 1930-х годов она родила уже девятерых детей и была неспокойна за своё огромное семейство после того, как врачи обнаружили, что старшая дочь Розмари отстаёт по умственному развитию от своих сверстников. Чтобы хоть немного отвлечься от семейных проблем, Роза много путешествовала по Штатам и Европе. Джозеф часто изменял супруге, в частности со звездой немого кино, трижды номинанткой на «Оскар» Глорией Свенсон, в фильмы с участием которой он нередко вкладывал собственные деньги.
На пике своей карьеры Кеннеди-старший был дружен с папой римским Пием XII, газетным магнатом У. Р. Херстом, был личным советником президента США Франклина Рузвельта. Джозеф рассчитывал, что такой же жизненный путь, как и он сам, пройдёт его старший сын Джо-младший и все надежды возлагал именно на него, а не на Джона.
Как отмечает историк, многолетний профессор Колумбийского университета Алан Бринкли, «задолго до того, как представители клана Кеннеди стали известными политическими фигурами, семья уже вошла в число самых знаменитых ирландских семей Америки».

### Рождение и первые годы
Джон Фицджеральд Кеннеди, второй из детей Джозефа и Розы, родился в Бруклайне, на Билс-стрит, в 3 часа ночи 29 мая 1917 года в богатой семье ирландского происхождения. Мальчика назвали в честь Иоанна Богослова (англ. John the Apostle) и отца Розы, Джона Фрэнсиса Фицджеральда. По старой американской традиции близкие именовали Джона Джеком.
Вскоре после рождения Джона из тесного дома семья переехала в огромный особняк на Абботсфорд-роуд. Там же он пошёл в школу «Декстер», где из католиков был только он и его старший брат Джозеф. В детстве Джон был хилым, причиной чему были всевозможные болезни: от ветряной оспы до скарлатины, от которой он чуть не умер. Самое яркое воспоминание Кеннеди из детства — объезд избирательных округов с дедушкой Джоном в 1922 году, когда тот баллотировался в губернаторы.
Став большой экономической фигурой центра Америки и обладая капиталом в 2 миллиона долларов, в 1927 году Джозеф Кеннеди перевёз свою семью в столицу биржевого торга — Нью-Йорк (точнее, в его мини-район Ривердейл), а затем — Бронксвилл. В Массачусетсе у Кеннеди-старшего осталось имущество — родовое поместье в небольшом посёлке Хайаннис-Порт. Там Джон начал ходить в школу Ривердейл-Кантри, учился в которой ни хорошо, ни плохо.

### Среднее образование
Осенью 1930 года тринадцатилетний Джон был направлен в католическую школу Кентербери, которая находилась вдали от дома — в городе Нью-Милфорд, штат Коннектикут. Он продолжал регулярно болеть и скучал по родным, в письмах жаловался им, что в школе его «донимают религией; за территорию можно выйти, только когда команда Йельского университета играет против Гарварда или против команды вооружённых сил». Почти весь учебный год Джон провёл в больнице, а в последние месяцы практиковал домашнее обучение. Невзирая на болезни, в школе был спортивно активным, занимался бейсболом, баскетболом и лёгкой атлетикой.
Девятый класс Кеннеди начинал уже в частной школе-интернате «Чоут Розмари Холл», где уже учился его брат Джозеф, а до этого — его будущие коллеги по политическому делу Эдлай Стивенсон II и Честер Боулс. В «Чоуте» Джон также не получал высокие оценки, согласно историку Алану Бринкли, «его работы были небрежно выполнены, и он имел репутацию несерьёзного и несобранного ученика в школе, которая возвела порядок в принцип». «Чоут» Кеннеди часто называл тюрьмой, его здоровье не улучшалось, он подолгу лежал в знаменитой клинике Майо.
Бунтарь по натуре, Кеннеди вошёл в так называемый «клуб Макеров», в котором его члены исполняли непристойные песни, касавшиеся учителей и администрации. Несмотря на вызывающее поведение, Джона из школы не исключили и он окончил её, хоть и не с идеальным аттестатом.

### Высшее образование
Список занятий,
которые Джон Ф. Кеннеди посещал
в Гарвардском университете
В 1935 году он поступил в Гарвардский университет, но в самом конце августа принял решение вместо этого отправиться в Лондонскую школу экономики и политических наук, лично к видному экономисту, профессору Гарольду Ласки, который позже тепло отзывался о Кеннеди. В столице Англии Джон снова заболел, на этот раз желтухой, и вернулся на родину, где поступил в Принстонский университет, в частности потому, что там уже учился его лучший друг Лем Биллингс.
Принстон казался Кеннеди «гнетуще провинциальным маленьким университетским городком». Не доучившись первый семестр, он снова слёг в один из бостонских госпиталей с неведомой врачам хворью. Несколько недель Джон проходил обследования и сдавал анализы, что позже называл «самым тяжелым испытанием во всей моей потрепанной штормами жизни». В конце концов юноше был поставлен диагноз «лейкемия». Кеннеди не поверил и оказался прав — вскоре врачи признали, что допустили ошибку.
Остаток учебного года Джон провёл на курорте в Палм-Бич, на ранчо в Аризоне и в Лос-Анджелесе. В августе 1936 года его вновь приняли в Гарвардский университет, приёмная комиссия которого вынесла о Кеннеди свой вердикт: «Джек обладает превосходными умственными способностями, но не имеет глубокого интереса к учёбе… Есть основания полагать, что он может поступать».
В Гарварде Джон учился лучше, нежели в «Чоуте» или Принстоне, много читал, не оставлял занятия спортом. Летние каникулы 1937 года Кеннеди провёл в масштабной поездке по европейским странам вместе с Лемом Биллингсом, которую спонсировал его отец. Он же организовал знакомство Джона с будущим папой римским кардиналом Пачелли и несколькими другими крупными мировыми фигурами. Юношу особенно впечатлили страны с тоталитарным режимом, в частности Италия и Германия.
По возвращении из круиза поражённый Кеннеди начал серьёзно увлекаться историей и политологией. Он жаждал преуспеть не только в обучении, но и в студенческом обществе, поставив себе цель попасть в один из социальных гарвардских клубов. Вскоре он стал членом клуба Hasty Pudding, печатался в университетской газете The Harvard Crimson. Однако больше всего Джон гордился членством в клубе Spee и почти всё свободное от учёбы время проводил в его штаб-квартире.
О начале Второй мировой войны Кеннеди узнал, отдыхая на курорте в Антибе. Вернувшись в Гарвард, он озаглавил свою выпускную работу «Политика умиротворения в Мюнхене», в написании которой ему помогала целая команда: от помощников отца до стенографисток и машинисток. «Плохо написанный, но добросовестный, интересный и разумный анализ сложной проблемы» — таков был вердикт научных руководителей Кеннеди. Невзирая на заурядность данной дипломной работы, она, при помощи журналиста газеты The New York Times Артура Крока, была выпущена отдельной книгой под иным названием «Почему спала Англия».
Аналитическое произведение молодого Кеннеди вызвало широкий общественный резонанс, который был продиктован, по мнению Алана Бринкли, «почти полным отсутствием интереса со стороны политических аналитиков того времени к вопросу готовности демократических государств противостоять тоталитарным режимам». В нём Джон также впервые упомянул тезис, который позже стал одним из ключевых пунктов его политической доктрины: «Демократия должна быть сильной и боеспособной, чтобы вынести тяготы долгой напряжённой борьбы с набирающим силы коммунистическим миром».
Книга была издана в США и Англии общим тиражом 80 тыс. экземпляров, гонорар автора составил 40 тыс. долларов.

### Вторая мировая война
После получения степени бакалавра в Гарвардском университете Кеннеди размышлял над тем, чем ему заняться дальше. Была идея начать изучать право; в 1941 году он подал документы в Йельский университет и даже проучился несколько месяцев в Стэнфордском, но вскоре Америка официально вступила во Вторую мировую войну. Джон знал, что из-за болезненности в армию его не возьмут. За год до событий в Пёрл-Харборе он попытался пройти медкомиссию и был признан непригодным из-за травмы спины. С помощью отца и отцовских знакомых (в частности, адмирала Алана Кёрка) Кеннеди в октябре был направлен в управление военно-морской разведки в г. Вашингтон.
Кеннеди готовил сводки для штаба и считал эту работу скучной. Он жаждал настоящих военных действий, как считает историк Алан Бринкли:
Джек считал своим долгом участвовать в боевых действиях. Кроме того, он знал, что биография боевого офицера поможет ему в продвижении по карьерной лестнице, какую бы профессию он ни выбрал. К тому же жизненные принципы его семьи, воспитывающей детей в духе соперничества и стремления к успеху, не позволяли ему даже думать о том, что во время войны можно отсидеться где-нибудь в тылу.
Недолго пробыв в разведуправлении, Джон был переведён на военную верфь в город Чарлстон, штат Южная Каролина. В июле 1942 года вошёл в состав школы, обучавшей офицеров ВМФ по ускоренной программе (Чикаго, штат Иллинойс). В Портсмуте (штат Род-Айленд) был обучен азам управления быстроходным торпедным катером и уже весной 1943 года принял командование катером PT-109. До этого, мечтая стать его командиром, Кеннеди вновь обратился за помощью к отцу и сенатору от Массачусетса Дэвиду И. Уолшу. Джону был незамедлительно организован перевод на Тихий океан, где боевые действия между США и Японией были в самом разгаре.
В результате, стал ветераном Второй мировой войны в звании «лейтенант», Кеннеди прошёл всю кампанию на Соломоновых островах в качестве командира торпедного катера PT-109. За храбрость, проявленную во время военных действий, удостоен множества наград.
2 августа Кеннеди получил задание в составе группы из шестнадцати катеров атаковать японские корабли. Во время ночного рейда выскочивший из темноты вражеский эсминец протаранил и разрезал PT-109 пополам. При падении на палубу Джон сильно повредил и так травмированную до этого спину. Из тринадцати моряков мгновенно погибло двое, остальные были спасены благодаря своевременным и чётким действиям Кеннеди. В течение пяти часов команда катера добиралась вплавь до ближайшего берега, причём Кеннеди тащил за собой одного из раненых.
На острове Науро Джон вырезал на кокосовой скорлупе небольшое послание с указанием координат команды катера. Спустя неделю Кеннеди и его люди отправились домой на другом торпедном катере новозеландского патруля с островов Нью-Джорджии.
Уже в последующие дни о подвиге Кеннеди и всей команды с восхищением писала американская пресса, в которой Джон чаще всего именовался «сыном Кеннеди». За мужество, проявленное во время боевых действий, Джон был награждён множеством орденов и медалей, в числе которых «Пурпурное сердце» и медаль ВМФ и Корпуса морской пехоты. Приказ о чествовании Кеннеди подписал лично адмирал Уильям Хэлси: «Его отвага, выносливость и лидерские качества помогли спасти несколько человеческих жизней в полном соответствии с высокими традициями морской службы Соединённых Штатов».
Через десять дней после происшествия с PT-109 Кеннеди вернулся на фронт. В декабре 1943 года он подхватил малярию, вновь дала о себе знать травма спины, и из-за критического состояния здоровья Джон решил возвратиться домой. Уже в новом, 1944 году, Кеннеди прибыл в Сан-Франциско и был госпитализирован в клинику Майо, в которой оставался несколько месяцев. В марте 1945 года, за несколько месяцев до окончания войны, его официально отправили в запас.

Вторая мировая война и Джон Ф. Кеннеди
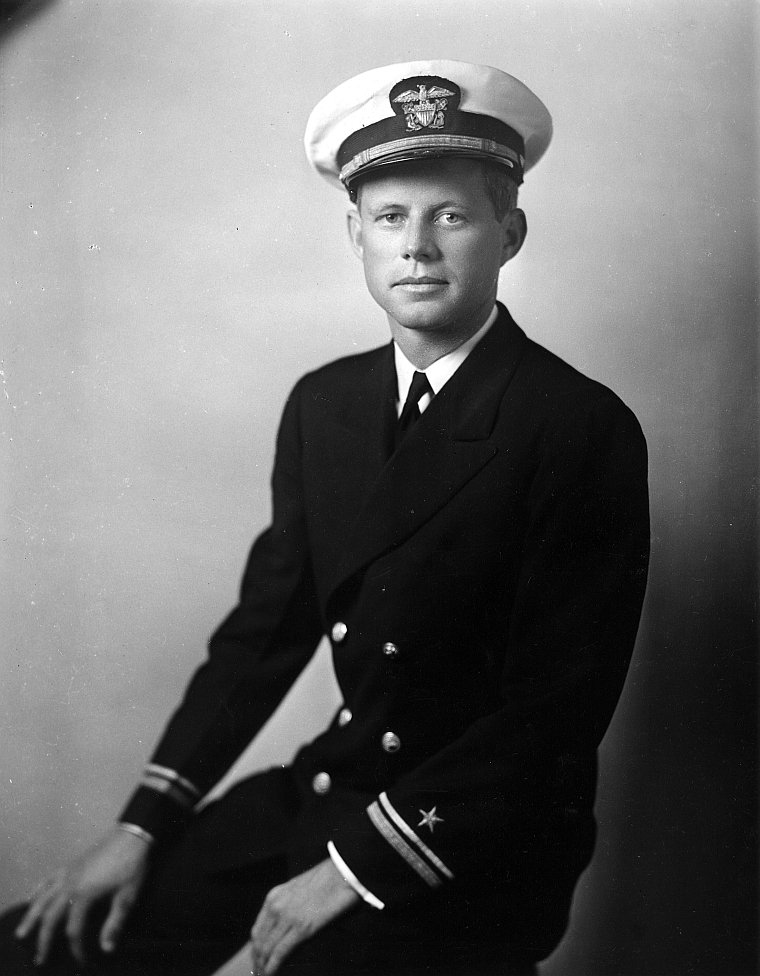
Лейтенант Джон Ф. Кеннеди в парадном облачении, 1942 год
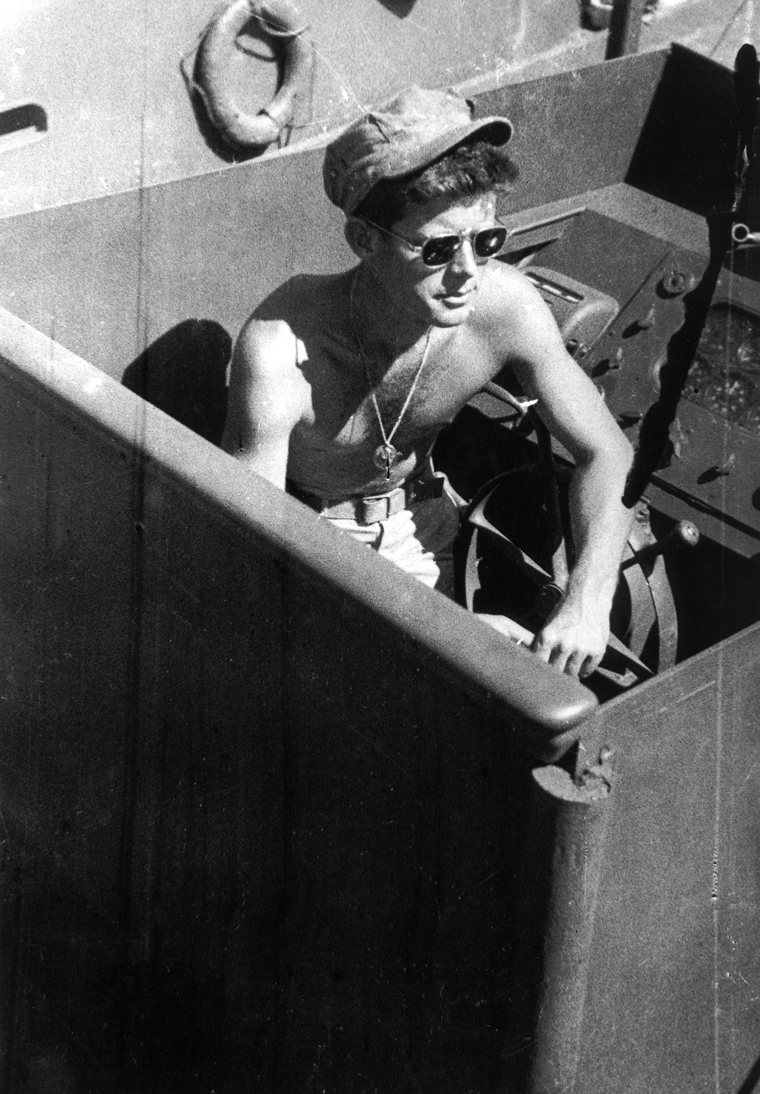
Кеннеди на борту PT-109, 1943 год
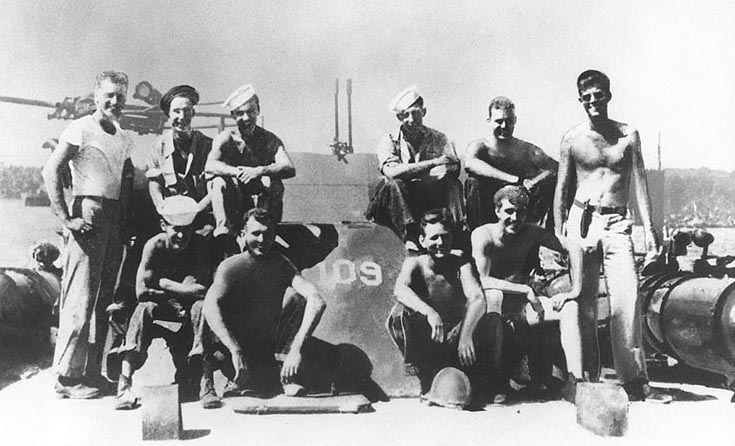
Команда PT-109 в полном составе, Кеннеди справа
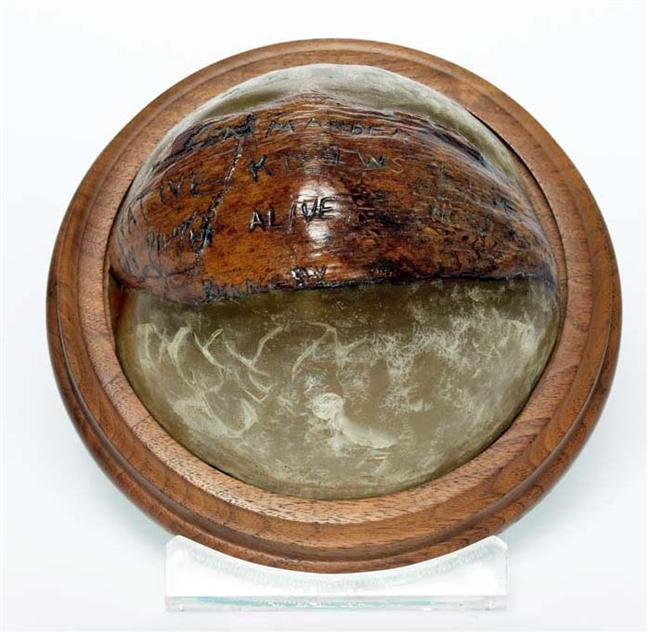
Кокосовая скорлупа, на которой Кеннеди выцарапал спасительное послание в августе 1943 года

### Старт политической карьеры
Джон Ф. Кеннеди о личности Адольфа Гитлера 
Можно легко понять, как всего через несколько лет, преодолев окружающую его сейчас ненависть, Гитлер превратится в одну из самых значительных личностей в истории. Лелея безгранично честолюбивые замыслы, которые он хотел реализовать для своей страны, он представлял угрозу для человечества. Но тайна, окутывающая его жизнь и смерть, надолго переживёт его. Что-то было в нём такое, о чём складывают легенды.
Спустя несколько месяцев после увольнения в запас Кеннеди занялся журналистским делом — освещал в Сан-Франциско создание Организации Объединённых Наций для медиаконгломерата У. Р. Херста Hearst Corporation. Затем отправился в очередной тур по Европе, во время которого вновь обдумал ключевые политические события и личностей того времени.
После гибели в августе 1944 года старшего ребёнка, Джозефа, в семье все надежды были возложены на Джона. По возвращении из Европы заняться политикой его начал уговаривать отец, хоть и сомневался в его политических наклонностях. Джон точно знал, что он не будет заниматься журналистикой. Кеннеди-старший помог заложить фундамент в грядущей политической карьере сына — связался с конгрессменом Массачусетса в Палате представителей США Джеймсом Майклом Кёрли, которому предложил освободить место в Палате в обмен на разрешение некоторых его проблем. Так Джон Ф. Кеннеди вошёл в состав Палаты представителей США и начал политическую карьеру.
С 1947 по 1953 год Кеннеди представляет округ Бостон в Конгрессе США как конгрессмен от Демократической партии. Конгрессмен Кеннеди являлся членом комитета по вопросам образования и трудовых отношений палаты представителей.
В 1953 году Кеннеди стал сенатором, победив в ожесточённой борьбе сенатора Генри Лоджа. Сенатор Кеннеди был членом комитета труда и общественного благосостояния. Самым противоречивым решением будущего президента в этот период стало решение не участвовать в голосовании Сената о вынесении порицания сенатору Джозефу Маккарти из-за допущенных им нарушений в ходе открытых слушаний на тему шпионажа в вооружённых силах. Исследователи предлагают разные мотивации данного шага (в частности, пребывание в больнице и нежелание подрывать доверие консервативно настроенных избирателей), но также известно собственное высказывание Кеннеди, сделанное в 1960 году:

Я никогда не называл себя совершенным. Я выполнил обычную для политика норму ошибок. Случай с Джо Маккарти? Я оказался в проигрышной ситуации. Мой брат работал на Джо. Я был против этого, я не хотел, чтобы он работал на Джо, но он хотел. И как, чёрт побери, я мог встать и осудить Джо Маккарти, когда мой собственный брат работал на него? Таким образом, это был не столько вопрос политического долга, сколько личная проблема.
Оригинальный текст (англ.)– I never said I was perfect. I've made the usual quota of mistakes. The Joe McCarthy thing? I was caught in a bad situation. My brother was working for Joe. I was against it, I didn't want him to work for Joe, but he wanted to. And how the hell could I get up there and denounce Joe McCarthy when my own brother was working for him? So it wasn't so much a thing of political liability as it was a personal problem
— 

### Предвыборная кампания 1960 года
Когда Джон Ф. Кеннеди, кандидат в президенты от Демократической партии, победил на выборах 1960 года, ему было 43 года. Во время предвыборной кампании Кеннеди выдвинул концепцию «Новых рубежей» (аналогична «Новому курсу» Рузвельта), которая затем в значительной мере послужила программой его президентства. 2 января 1960 года Кеннеди официально выдвинул свою кандидатуру. На демократических праймериз ему противостояли сенатор Хьюберт Хамфри из Миннесоты, сенатор Стюарт Саймингтон из Миссури, лидер сенатского большинства Линдон Джонсон из Техаса и Эдлай Стивенсон. К моменту открытия конвента (съезда) в Лос-Анджелесе (11—15 июля) Кеннеди уже обеспечил себе победу и был утверждён в первом же туре голосования. Спустя две недели республиканцы избрали своим кандидатом вице-президента Ричарда Никсона. В первых в истории США теледебатах со своим соперником Ричардом Никсоном, Кеннеди производил впечатление делового, красноречивого и энергичного человека. В ходе избирательной кампании он говорил о необходимости решительно устремиться вперед, в новое десятилетие, ибо «новые рубежи рядом — ищем мы их или нет». Кеннеди сконцентрировал свои усилия на густонаселённых штатах Северо-Востока, рассчитывая, что его напарник сенатор Джонсон обеспечит демократам традиционную поддержку Юга. Эта стратегия принесла успех, но перевес оказался незначительным. Кеннеди победил Никсона большинством в 119 тыс. голосов избирателей (при 69 млн голосовавших). Кеннеди и Джонсон получили 303 голоса выборщиков, Никсон и Лодж — 219, сенатор Гарри Флад Бёрд — 15. Решающую роль в обеспечении победы Кеннеди сыграли, по утверждению прессы, не политическая платформа его партии и не ожидания «энергичного руководства» и обещанной Кеннеди политики «гибкого реагирования» на вызовы внешнего мира, а то, как он выглядел на телевизионном экране.
Кеннеди предстояло стать первым в истории страны президентом-католиком (вторым стал Джо Байден, избранный спустя 60 лет).

### Президент США (1961—1963)

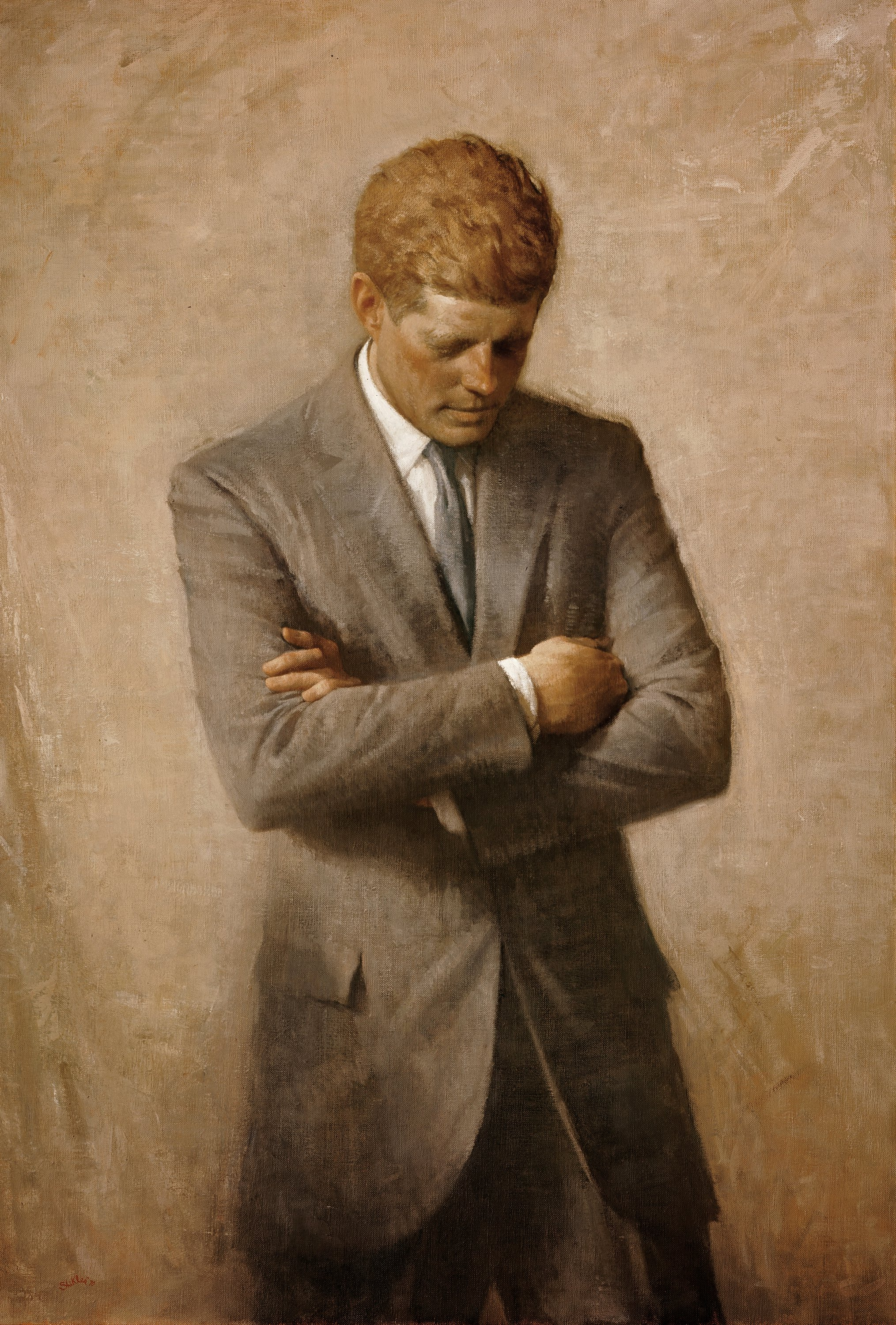
Официальный портрет президентской галереи Белого дома

Джон Кеннеди был избран президентом 8 ноября 1960 года.
«Правительство Кеннеди сможет предпринять ряд шагов „в правильном направлении“ (относительно возможности улучшения американо-советских отношений), но это будет сделано лишь постепенно. В ближайшее время трудно ожидать коренных изменений политики США, так как Кеннеди будет связан определёнными обязательствами в отношении преемственности внешней политики» (Сайрус Итон, 1960.).
20 января 1961 года Джон Кеннеди принял присягу и стал, таким образом, 35-м президентом США. Свою первую инаугурационную речь Кеннеди завершил призывом: «Думайте не о том, что может дать вам страна, а о том, что вы можете дать ей». В правительство вместе с новым президентом вошли совершенно новые лица, обладающие связями в финансово-монополистических кругах США, либо люди, уже преуспевшие на политическом поприще.
В администрацию Кеннеди вошли: вице-президент Линдон Джонсон, государственный секретарь Д. Раск (специалист в области политических наук, служил в Пентагоне, госдепартаменте, с 1952 года возглавлял «Фонд Рокфеллера»), министр обороны Р. Макнамара (профессиональный бизнесмен, президент концерна Форда), министр финансов Д. Диллон (служил в администрации Эйзенхауэра), министр юстиции Роберт Кеннеди (брат Кеннеди, руководил избирательной кампанией).
Из первых 200 человек, назначенных Кеннеди на высшие государственные посты, около половины составляли выходцы из государственного аппарата, 18 % — профессора из университетов, 6 % — бизнесмены, что резко контрастировало с составом администрации его предшественника Эйзенхауэра, где только 6 % были профессорами университетов, а 42 % бизнесменами.
В Белом доме регулярно устраивались камерные концерты выдающихся музыкантов.
Всё своё государственное жалованье президент Кеннеди пожертвовал на благотворительные нужды.

#### Внутренняя политика
По данным Всемирного банка, ВВП США с 1960 по 1964 год вырос с 543 до 685 млрд долл., средний ежегодный прирост ВВП составил 6 %, средняя ежегодная инфляция составила 1 %.
Начало президентства Кеннеди совпало с фазой циклического подъёма в экономике. Однако уже к весне 1962 года экономическая ситуация заметно осложнилась: темпы роста замедлились, уровень, начавшей было сокращаться безработицы, замер на отметке 5,5 %, уменьшился и объём новых капиталовложений. В мае к этому добавилось падение курса акций на бирже — самое резкое с 1929 года. Одной из первоочередных задач новой администрации было прекращение экономического спада, но Кеннеди утратил доверие деловых кругов, добиваясь в 1962 году снижения цен на сталь, которые правительство находило чрезмерными. Администрация вступила в конфронтацию со сталелитейными компаниями во главе с Юнайтед Стейтс стил корпорейшн (United States Steel Corporation), которые, несмотря на настояния администрации, заставившей перед этим профсоюз сталелитейщиков ограничить свои требования о повышении заработной платы рамками «ориентиров», пошли на демонстративно резкое повышение цен на сталь. Только пустив в ход все рычаги давления, Белый дом сумел добиться отмены этого решения ценой ухудшения отношений с монополиями.
Он осуществил эту ближайшую цель, но лишился сильной поддержки промышленников. Например, в январе 1963 года Кеннеди направил Конгрессу программу сокращения налогов с прибылей корпораций (с 52 до 47 %) и снижения ставок подоходного налога с граждан (с 20—91 до 14—65 %) на общую сумму около 10 млрд долларов при фактическом отказе от налоговой реформы. Когда же Кеннеди попытался провести через Конгресс закон о снижении налогов, чтобы стимулировать накопления и оживить экономику, консервативная оппозиция лишила его всякой надежды на принятие закона, создающего бюджетный дефицит. Одновременно он обещал сократить расходы государства на социальные нужды и сбалансировать федеральный бюджет.
Несмотря на отдельные успехи, президентство Кеннеди в целом нельзя назвать удачным в смысле законодательства. Он не получил новых ассигнований на развитие образования и медицинской помощи престарелым, а минимальная заработная плата поднялась незначительно. Так, продление срока выплат пособий по безработице в 1961—1962 годов оставило за бортом более 3 млн безработных; повышение минимума почасовой заработной платы (до 1,15 долл. в 1961 году и 1,25 долл. в 1963 году) коснулось лишь 3,6 млн из 26,6 млн низкооплачиваемых рабочих.
Принимавшиеся правительством меры по борьбе с безработицей и создание условий для профессионального обучения и повышения качества подготовки квалифицированных кадров — закон 1961 года о помощи районам депрессии, закон 1962 года о переобучении уволенных рабочих, в 1963 году был принят закон о профессиональном образовании, в 1964 г. был принят закон об экономических возможностях, ассигнования на общественные работы и т. д. — не привели к существенным сдвигам к лучшему в области занятости. Набирало рост движение за сокращение (35 часов) рабочей недели.
В 1964 году начала действовать в общенациональном масштабе программа продовольственной помощи нуждающимся, продовольственные талоны от государства получили 367 тыс. чел.
Кеннеди выступал за уравнивание в правах чернокожих, взяв модель Авраама Линкольна, поддерживал Мартина Лютера Кинга и встречался с ним в Вашингтоне в 1963 году. Президент Кеннеди 19 июня 1963 года внес в Конгресс законопроект о гражданских правах, запрещающий сегрегацию во всех общественных местах.
Одним из решений президента Кеннеди было прекращение выпуска серебряных монет и серебряных сертификатов в связи с постоянным удорожанием серебра. В 1963 году по его инициативе Конгресс издал Публичный закон 88-36, разрешающий Федеральному резерву выпускать банкноты достоинством 1 и 2 доллара и запрещающий Казначейству выпускать серебряные сертификаты. Поскольку Казначейство всё-таки должно было выпускать эти сертификаты в течение переходного периода, Кеннеди в тот же день подписал Исполнительный приказ № 11110, по которому право выпуска серебряных сертификатов делегировалось президентом Казначейству. Существует конспирологическая версия, которая ошибочно связывает этот указ с выпуском казначейских билетов США 1963 года. Предполагается, таким образом, что Кеннеди собирался лишить ФРС монополии на денежную эмиссию и поэтому якобы это решение стало причиной заговора против президента.
По распоряжению президента Кеннеди был создан национальный фонд искусств США

#### Внешняя политика

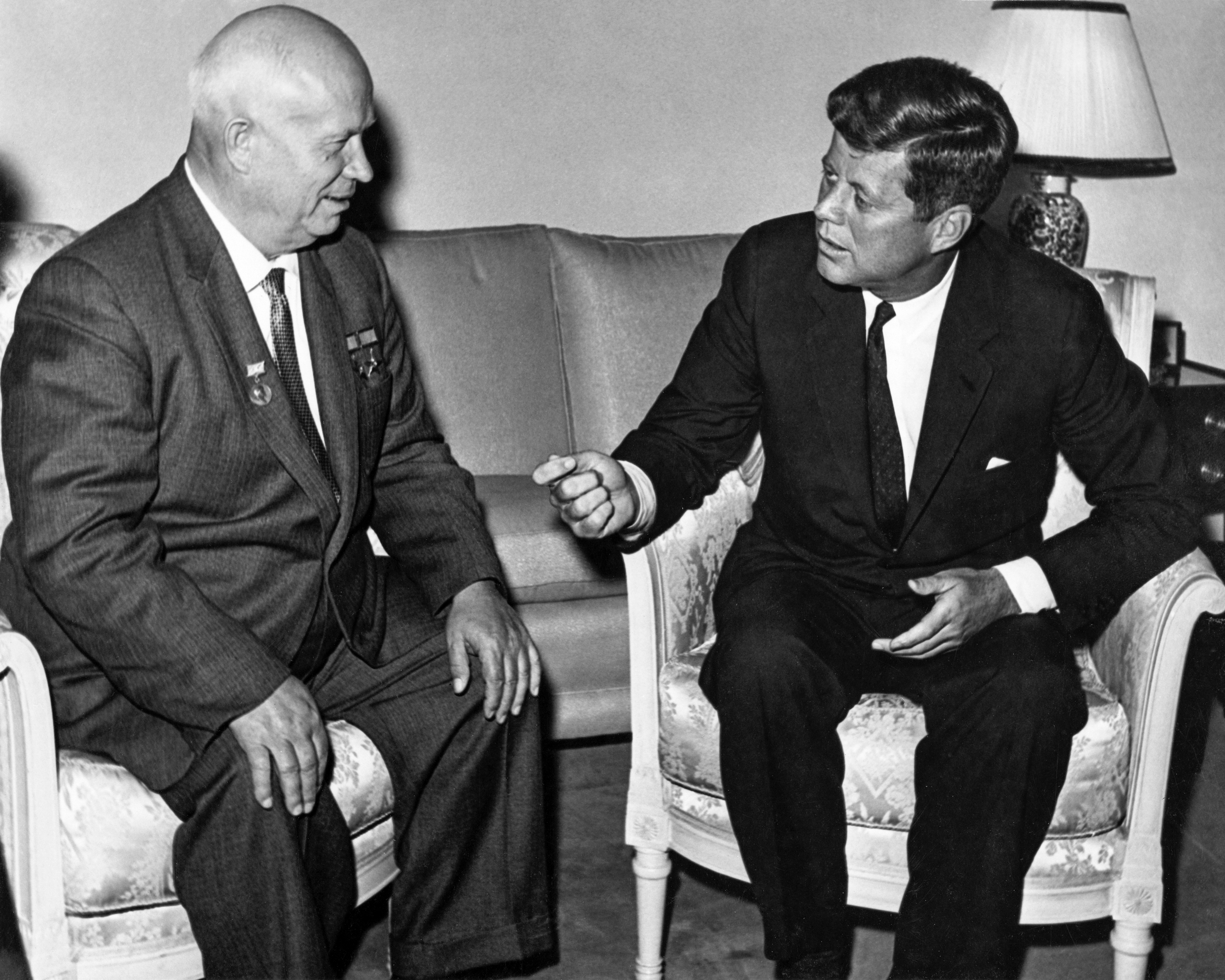
Встреча с Хрущёвым, Вена, 4 июня 1961 года

Кеннеди выступал за улучшение отношений между США и СССР, но его правление было также отмечено большими внешнеполитическими напряжённостями: неудачная высадка в бухте Кочинос, Берлинский кризис, Карибский кризис (одна из фраз, записанных в дневнике 35-го президента, «страх потери порождает подозрения» — так сам Кеннеди аргументировал этот кризис). 4 июня 1961 года в Вене, во дворце Шёнбрунн, состоялась единственная встреча Кеннеди с советским лидером Хрущёвым.
При Кеннеди произошло усиление вмешательства США в гражданскую войну в Южном Вьетнаме; в 1961 году он отправил в Южный Вьетнам первые регулярные подразделения вооружённых сил США (до этого там несли службу только военные советники). К концу 1963 года США истратили на войну во Вьетнаме 3 млрд долларов, в Южном Вьетнаме находились 16 тыс. солдат и офицеров США. В то же время Кеннеди выступал против чрезмерного вторжения во Вьетнам, а эскалация военных действий произошла уже при его преемнике. Санкционировал экологическую войну во Вьетнаме, что привело к катастрофическим экологическим последствиям в регионе.
В марте 1961 года была создана организация под названием Корпус мира, которая на добровольных началах оказывала помощь населению развивающихся стран в ликвидации неграмотности, получении элементарных трудовых навыков и знаний.
13 марта 1961 года Кеннеди была провозглашена программа «Союз ради прогресса», призванная содействовать экономическому и политическому развитию стран Латинской Америки. Официальными целями этой программы было: обеспечить в странах Латинской Америки ежегодный прирост промышленной продукции не менее 2,5 % в год, ликвидировать неграмотность на континенте, провести аграрные реформы. На финансирование этой программы в течение десятилетнего срока намечалось выделить 20 млрд долларов, что почти в десять раз превышало всю сумму американской помощи Латинской Америке с 1945 по 1960 год.
В 1961 году Кеннеди создал «Агентство США по международному развитию», с целью способствовать решению экономических и политических проблем развивающихся стран.
По распоряжению президента Кеннеди в 1961 году было создано Агентство по контролю над вооружениями и разоружению.
Кеннеди много сделал для освоения космоса, инициировав запуск программы «Аполлон» («Мы выбираем полёт на Луну»). Он предлагал Первому секретарю ЦК КПСС Хрущёву объединить усилия в подготовке полёта на Луну, но тот отказался.
В Москве 5 августа 1963 года представителями СССР, США и Великобритании был подписан договор о запрещении испытаний ядерного оружия в трёх сферах — в воздухе, на земле и под водой. 17 октября представители СССР и США голосовали за единогласно принятое Генеральной Ассамблеей ООН решение о запрещении вывода на орбиту объектов с ядерным оружием на борту.
В октябре 1963 года президент Кеннеди одобрил продажу Советскому Союзу зерна на сумму в 250 миллионов долларов, что помогло советскому руководству справиться с последствиями серьёзного неурожая.
Ещё одним достижением 1963 года было то, что СССР и США начали подготовку «Общеевропейского совещания по безопасности и сотрудничеству в Европе».
Политическим завещанием Кеннеди является речь в Американском университете 10 июня 1963 года, в которой содержится призыв «обеспечить мир не только в наше время, но и навсегда» путём «расширения взаимопонимания между СССР и нами».

### Гибель

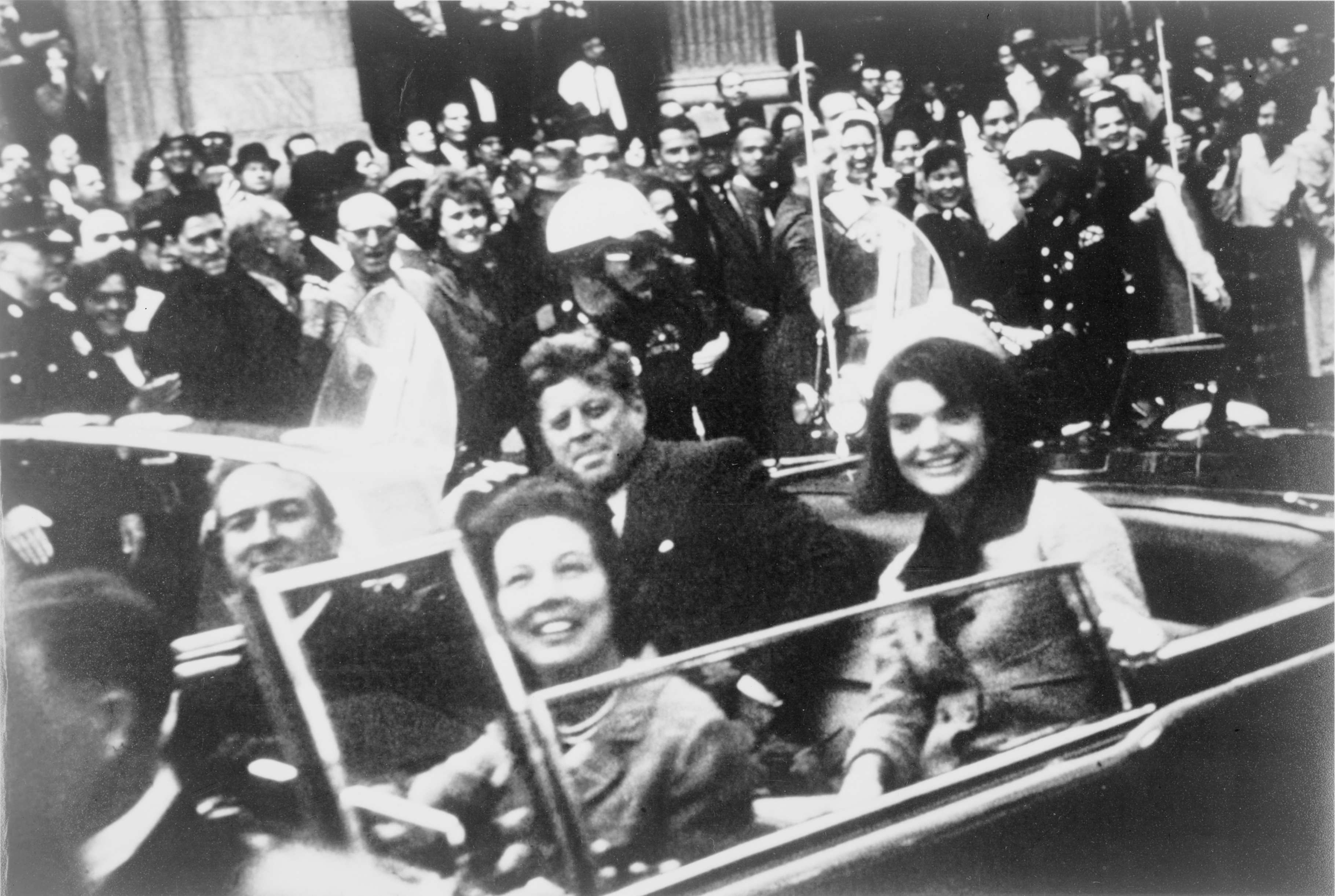
Джон Кеннеди в президентском лимузине, за считанные мгновения до рокового выстрела

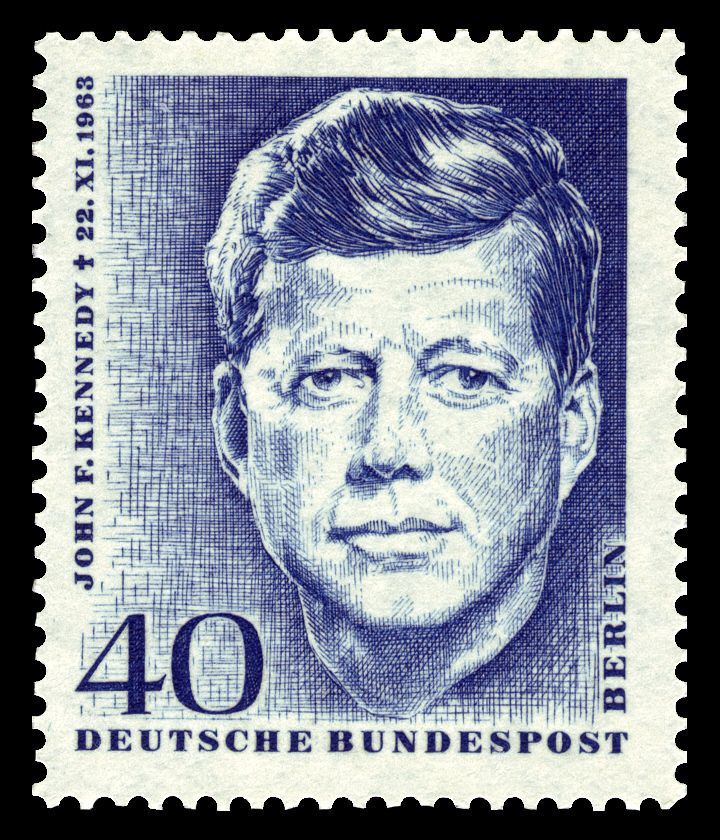
Марка, посвящённая первой годовщине смерти

Джон Кеннеди был убит 22 ноября 1963 года около половины первого часа дня в городе Даллас (штат Техас). Во время следования президентского кортежа по улицам города послышались выстрелы. Первая пуля снайперской винтовки попала президенту в шею сзади и вышла спереди из горла, вторая — попала в голову и вызвала разрушение костей черепа в затылочной части, а также повреждение мозга. Президент Кеннеди был доставлен в операционную, где спустя полчаса после покушения скончался на 47-м году жизни. Кроме того, был серьёзно ранен ехавший в той же машине губернатор штата Техас Конналли, лёгкое ранение получил также один из прохожих.
Выстрелы были произведены из окна техасского школьного книгохранилища стрелком Ли Харви Освальдом, который разговаривал с сотрудником КГБ за два месяца до покушения на Кеннеди, арестованный по подозрению в убийстве, был застрелен через два дня при выходе из полицейского участка в сопровождении большого числа полицейских жителем Далласа Джеком Руби, который также впоследствии умер в тюрьме.
Официальный доклад «Комиссии Уоррена» о расследовании обстоятельств убийства Кеннеди был опубликован в 1964 году; согласно этому докладу убийцей президента был Освальд, и все выстрелы были произведены им с верхнего этажа здания книгохранилища. Какого-либо заговора, имевшего целью убийство, согласно докладу, выявить не удалось.
Официальные данные по убийству Кеннеди противоречивы и содержат некоторое количество «белых пятен». По поводу этого дела существуют особо много различных конспирологических версий: под сомнение ставится то, что Освальд вообще стрелял по машине или что он был единственным стрелком. Предполагается связь убийства с различного рода крупными фигурами политики и бизнеса, усматривается намеренное устранение свидетелей и т. п. (см., например, роман Нормана Льюиса «Сицилийский специалист»). Советская разведка считала, что за убийством Кеннеди стоял тогдашний его «номер два» — вице-президент Линдон Джонсон. Одна из теорий об обстоятельствах убийства представлена в фильме «Джон Ф. Кеннеди. Выстрелы в Далласе» Оливера Стоуна. О Джоне Кеннеди снято в том числе: «PT 109» (1963) — об участии Кеннеди во Второй мировой войне; сериал «Кеннеди» и «Клан Кеннеди» (Kennedy в 1983 и The Kennedys в 2011); «Джон Ф. Кеннеди: Дерзкая юность» (J.F.K.: Reckless Youth, 1993).
Гриф секретности сроком на 25 лет был установлен на все документы, содержащие информацию о покушении на Кеннеди, по указу президента Джорджа Буша-старшего в 1992 году.

## Личная жизнь

Джон Кеннеди и его мать Роуз, 12 июня 1961 года

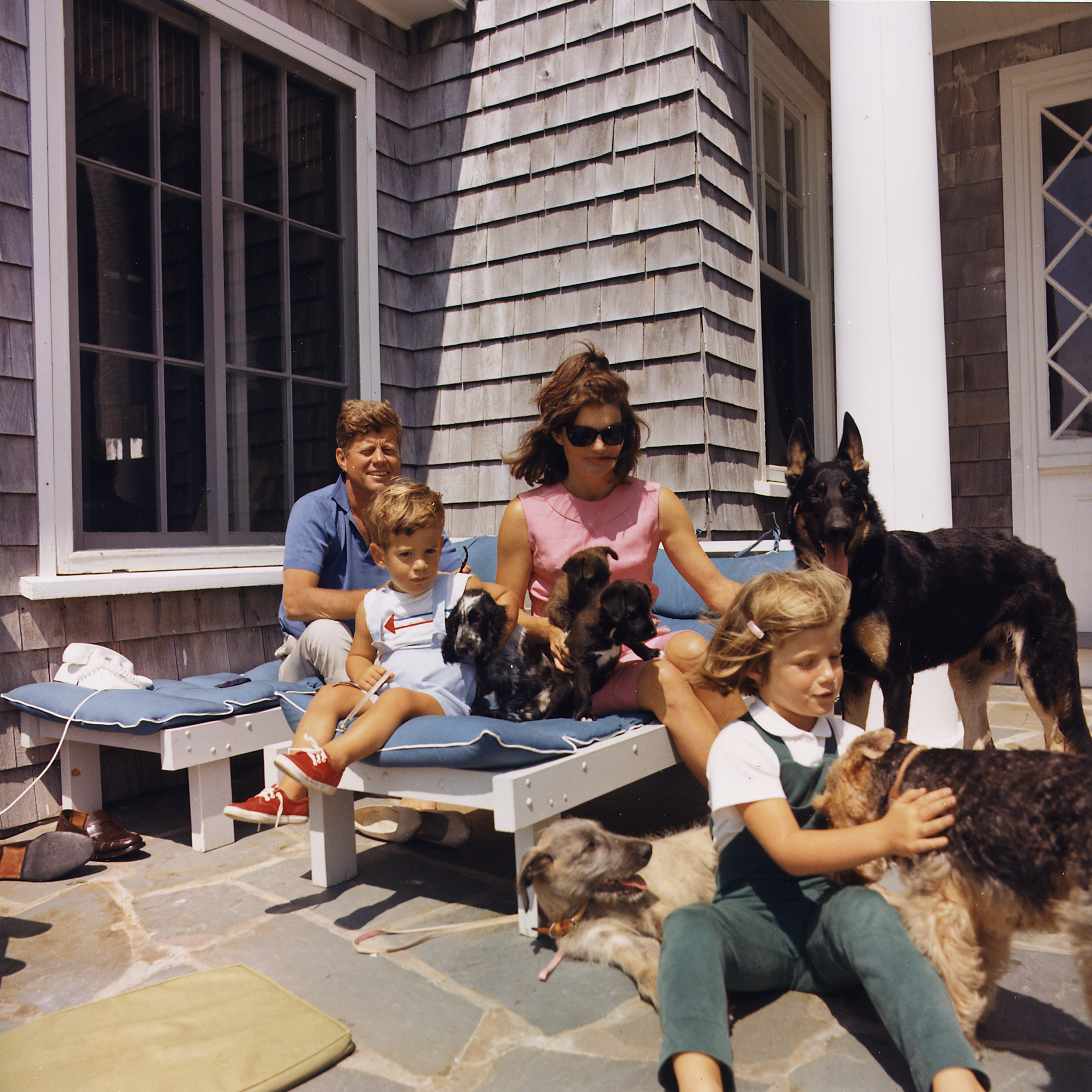
Семья Кеннеди на отдыхе в Хайанниспорте, 14 августа 1963 года

#### Братья и сестры
- Джозеф Патрик Кеннеди-младший (1915—1944),
- Розмари Кеннеди (1918—2005),
- Кэтлин Эгнес Кеннеди (1920—1948),
- Юнис Мэри Кеннеди (1921—2009). Муж — Сарджент Роберт Шрайвер (1915—2011). Их дочь, Мария Шрайвер (1955), являлась[48] женой Арнольда Шварценеггера[49],
- Патриция Кеннеди (1924—2006). Была замужем за американским актёром Питером Лоуфордом (1923—1984),
- Роберт Фрэнсис Кеннеди (1925—1968) — генеральный прокурор США в 1961—1964 годах, сенатор США от штата Нью-Йорк в 1965—1968 гг. В 1968 году баллотировался на пост президента США, но был убит в июне этого же года.
- Джин Энн Кеннеди Смит (1928—2020),
- Эдвард Мур Кеннеди (1932—2009) — сенатор США от штата Массачусетс в 1962—2009 годах. Баллотировался на пост президента США в 1980 году, но проиграл в праймериз действующему тогда президенту Джимми Картеру.

#### Семья
В 1953 году Кеннеди женился на Жаклин Ли Бувье, от этого брака родилось четверо детей, двое умерли вскоре после родов; выжили дочь Кэролайн и сын Джон. Джон погиб в 1999 году в авиакатастрофе.
1. Арабелла (р. и ум. 1956),
2. Кэролайн Кеннеди (род. 1957),
3. Джон Фицджеральд Кеннеди младший (1960—1999). Разбился на самолёте в июле 1999 года.
4. Патрик (р. и ум. 1963).

После гибели Джона Кеннеди Жаклин вышла замуж за Аристотеля Онассиса (умер в 1975 году). Скончалась в 1994 году.
В ноябре 2002 года после истечения срока врачебной тайны были обнародованы медицинские отчёты. Физические болезни Кеннеди оказались более серьёзны, чем предполагали ранее. Он испытывал постоянные боли от повреждённого позвоночника, несмотря на неоднократное лечение, в дополнение к неприятностям от серьёзных пищеварительных проблем и болезни Аддисона. Кеннеди многократно приходилось делать инъекции новокаина перед пресс-конференциями, чтобы выглядеть здоровым.
До 2017 года являлся самым богатым президентом США.

#### Роман с Мэрилин Монро
Также президенту приписывают роман с голливудской актрисой Мэрилин Монро. В 1946 году Мэрилин познакомилась с тогда сенатором Джоном Кеннеди через их общего друга Роберта Стэка. У них завязался роман, который продлился до лета 1962 года.
Есть многочисленные свидетельства этих отношений. Артур Джеймс, познакомившийся с Мэрилин через Чарли Чаплина в конце 1940-х, вспоминал: «Несмотря на то, что Джек был сенатором, здесь его практически не знали и они с Мэрилин могли оставаться незамеченными. Иногда они заходили выпить в „Малибу Коттедж“, самое грязное место на всей земле. Это был просто бар с восьмью, кажется, посадочными местами и опилками на полу, но в ту пору он стал местом, куда заглядывали самые большие знаменитости Голливуда». Актриса рассказывала Джеймсу, что они с Кеннеди втихомолку снимали комнату в «Холидей-Хаус Мотель» в Малибу или в другой гостинице. Это было место тайных свиданий любовников. «Мне не кажется, что для Джона Кеннеди эти встречи имели тогда какое-то значение, но Мэрилин так и не забыла этого и переживала, особенно потом, когда он стал президентом. Позднее их резиденцией стал дом Питера Лоуфорда в Санта-Монике».

## Автор книг
Profiles in courage (Профили мужества). — NY-Evanston: Harper & Raw, 1957. 

В книге даются краткие биографии людей, которых Кеннеди считал образцами мужества в политике. В 1957 году Кеннеди получил за эту книгу Пулитцеровскую премию за биографию и автобиографию — высшую премию в области журналистики. В 1964 году книга была переиздана. В 1961 книга была издана в СССР под названием «О мужестве» малым тиражом с грифом «Распространяется по специальному списку», в продажу не поступала.
- Профили мужества = Profiles in courage. — Международные отношения, 2013. — 298 с. — ISBN 978-5-7133-1432-3

Why England slept — NY, 1961. 

Издание дипломной работы Кеннеди. 

A nation of immigrants — NY-Evanston: Harper & Raw, 1964. 

America the beautiful in the words of John F. Kennedy — 1964.
«Личный дневник 35-го президента США». После гибели Кеннеди был опубликован дневник, в который Джон Кеннеди записывал свои изречения и мысли.

## Память
Именем Кеннеди в США названо большое количество объектов, улиц, школ и прочих (к примеру, международный аэропорт в Нью-Йорке). По мнению большинства граждан страны, Кеннеди входит в десятку величайших американских президентов в истории.
- Портрет Кеннеди изображён на 50-центовой монете, выпущенной в 1964 году.
- В 1963 году Нью-Йоркский международный аэропорт Айдлуайлд был переименован в Международный аэропорт имени Джона Кеннеди. При этом код аэропорта был заменён на сочетание букв JFK (по инициалам John Fitzgerald Kennedy).
- В 1966 году имя Кеннеди получил Гарвардский институт государственного управления, один из факультетов Гарвардского университета.
- Его именем назван авианосец USS John F. Kennedy (CV-67).
- Его именем назван космический центр NASA, находящийся на мысе Канаверал.
- Именем Кеннеди назван остров в Тихом океане и гора в Северной Америке.

Монета и почтовая марка
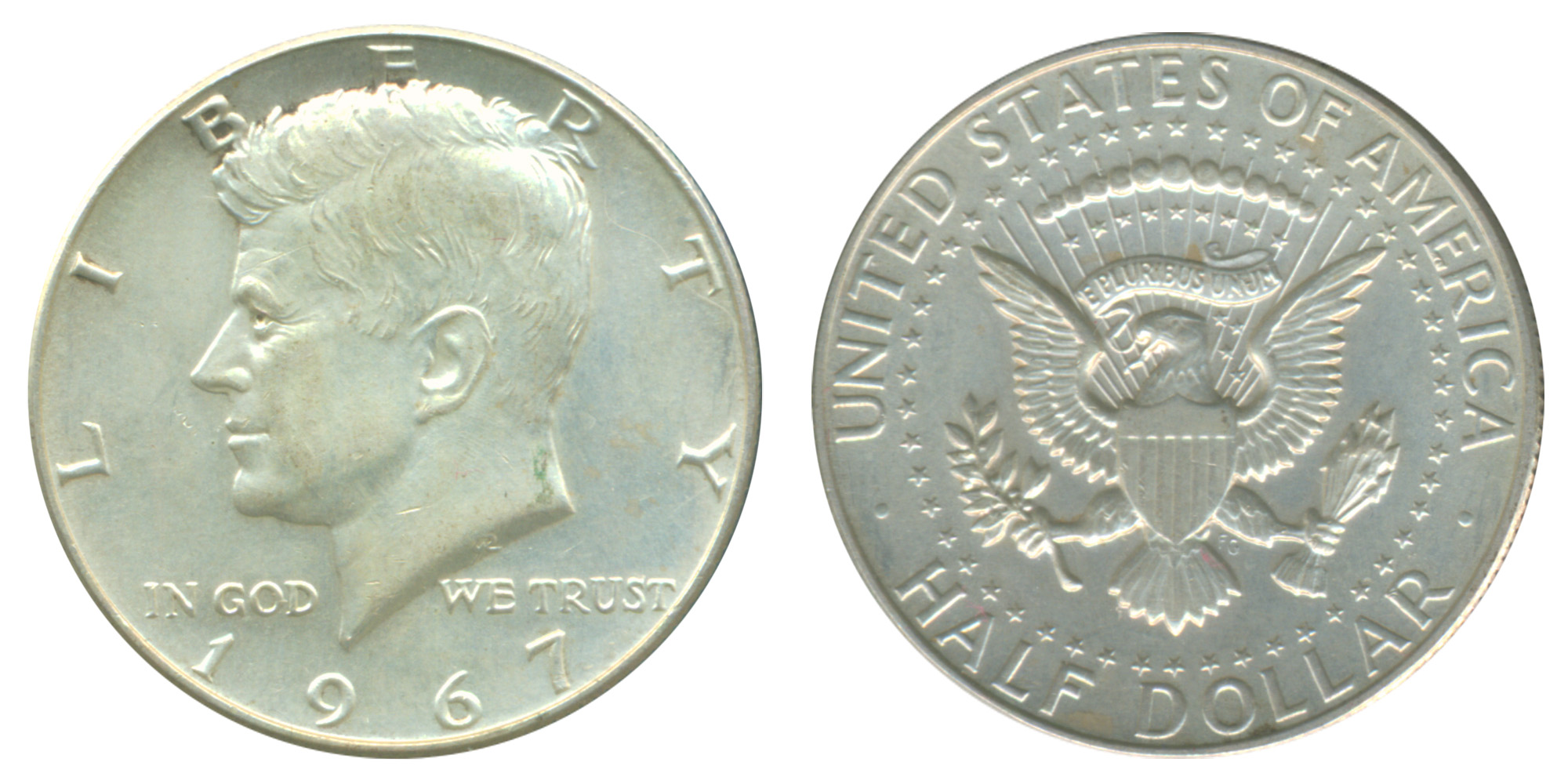
Полдоллара 1967 года c изображением Кеннеди, серебро
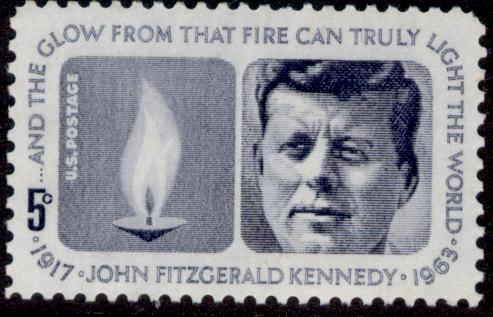
Почтовая марка с изображением Вечного огня

## Награды
Полученные во время военных действий
- Медаль ВМФ и Корпуса морской пехоты
- Пурпурное сердце
- Медаль Обороны Америки
- Медаль «За Американскую кампанию»
- Медаль «За Азиатско-тихоокеанскую кампанию»
- Медаль Победы во Второй мировой войне

Полученные в мирное время
- Пулитцеровская премия за биографию или автобиографию (1957)
- Орден «За заслуги перед Итальянской Республикой»[55]
- Орден Звезды Италии[56]
- Президентская медаль Свободы

## Афоризмы Джона Кеннеди
Если свободное общество не может помочь тем многим, кто беден, оно никогда не спасёт тех немногих, кто богат.

## Документальные фильмы
О жизни и смерти Джона Кеннеди снято много документальных фильмов, как в США, так и в России.
- «Убийство Кеннеди. 13 версия» (двухсерийный документальный телефильм Александра Иванкина, Россия, 2003).
- «Джон Кеннеди: В машине-мишени» («JFK:Inside The Target Car», документальный телефильм, США, 2008).
- «Убийство Кеннеди. Новый след» (документальный телефильм Олега Солдатенкова, Россия, 2013).
- «День, когда убили Кеннеди» (документальный телефильм, Россия, 2013).
- «Джон Ф. Кеннеди. Пропавшая пуля» (документальный телефильм, США, 2013).
- «Джон Кеннеди: пороховой дым».
- «Кеннеди. Запись с борта номер один».
- «Захват Освальда».
- «Джон Кеннеди. Убийство в прямом эфире» (документальный телефильм Ирины Кротик-Короткевич, Россия, 2009).
- «Джон Кеннеди: Семь дней, определивших президента » («JFK: Seven Days That Made a President»).
- «Джек и Джеки. Проклятье Кеннеди».
- «Убить Кеннеди» (режиссёр Кирилл Клеймёнов).
- «Джон Фитцджеральд Кеннеди: Один день в Америке» («JFK: One Day in America») (документальный фильм, США, 2023).
- «Кеннеди: Последнее доказательство» («JFK: The Final Evidence») (документальный сериал, Великобритания, 2023).